# Chikoropola
Chikoropola (auch Chikoropora oder Chikolopola) ist ein Verwaltungsbezirk (englisch Ward) des Distrikts Masasi in der tansanischen Region Mtwara.

## Geografie
Chikoropola liegt im Südosten von Tansania etwa 80 Kilometer südöstlich der Distrikthauptstadt Masasi. Das größte Gewässer ist der Rovuma, der die Grenze zu Mosambik bildet. Der Bezirk grenzt im Norden an Mtonya, im Nordosten an Nanguruwe, im Südosten an Mosambik und im Westen an Mnavira und Makong’onda. Bei der Volkszählung 2022 lebten 9529 Menschen in 2736 Haushalten auf einer Fläche von 76 Quadratkilometern.

## Gliederung
Der Bezirk besteht aus sechs Gemeinden (Mtaa) mit 33 Orten (Kitongoji):
| Chikoropora - Elimu - Sautimoja - Usalama - Majengo - Mtakuja - Ofisini | Namyomyo - Miembeni - Shuleni - Minazini - Chang’ombe - Majengo | Rahaleo - Ghalani - Elimu - Chitemo - Kilimanihewa - Majengo | Mkaliwata - Mtwara - D'Salaam - Mkuruma - Shaurimoyo - Bondeni | Mkachima - Newala - Masasi - Maputo - Nagaga - Majengo - Chipingo | Mapili - Ruvuma - Jangwani - Butiama - Sokoine - Mwanza - Tandahimba |

## Wirtschaft und Infrastruktur
- Bildung: Die Chikoropora Secondary School wurde im Jahr 2024 um ein Chemielabor erweitert.[8]
- Gesundheit: In der Gemeinde Namyomo befindet sich eine staatliche Apotheke.[9]